# Avenida Ariosto Matellini
La avenida Alameda Matellini (ex avenida Ariosto Matellini) es una de las principales avenidas del distrito de Chorrillos, en la ciudad de Lima, capital del Perú. Se extiende de suroeste a noreste a lo largo de 9 cuadras. En la intersección con la prolongación Paseo de la República, se ubica el Terminal Sur Matellini del Metropolitano.
En 2022, empezó la remodelación de la avenida, por lo cual, actualmente se llama avenida Alameda Matellini.

## Recorrido
Se inicia en la avenida El Sol, y finaliza en la avenida Paseo de la República para convertirse en la avenida Prolongación Ariosto Matellini.
De este modo, la avenida Prolongación Ariosto Matellini se inicia en la avenida Paseo de la República, y finaliza en el cruce con la calle Santa Cruz para pasar a llamarse avenida Santa Rosa.